# زبان‌های خویسان
زبان‌های خویسان از خانواده‌های زبانی بومی در قاره آفریقا می‌باشند که امروزه اندکی بیش از ۳۰۰ هزار تن گویشور دارند. از این و این زبان‌ها عموماً در زمره زبان‌های در خطر هستند.
زبان‌های خویسان در نقاط پراکنده‌ای از جنوب آفریقا یافت می‌شوند. این خانواده شامل دو شاخهٔ هاتن‌تات و بوشمن است. این زبان‌ها به ویژه از نظر آواشناسی ارزشمند هستند زیرا در نظام همخوانی آنها، نچ‌آواها واج مستقل به حساب می‌آیند. البته زبان‌های آفریقایی دیگر مانند زولو (که یک زبان بانتو است) نیز دارای نچ‌آوا هستند، اما این قبیل آواها از طریق قرض‌گیری آوایی از زبانهای خویسان، به این زبان‌ها راه یافته‌اند.

## پراکندگی جغرافیایی
این زبان‌ها عمدتاً در نواحی بیابانی کالاهاری در کشورهای نامیبیا و بوتسوانا تکلم می‌شوند. با این‌حال دو اقلیت دیگر در نقاطی بسیار دورتر نیز به این زبان‌ها تکلم می‌کنند. یکی یک اقلیت چهل هزار نفری در کشور تانزانیا و دیگری یک منطقه کوچک در سواحل کشور آنگولا. مهمترین زبان این خانواده زبان خوئه‌خوئه است که حدود ۲۵۰٬۰۰۰ تن در نامیبیا به آن تکلم می‌کنند. زبان سانداوه نیز در تانزانیا ۴۰٬۰۰۰تن گویشور دارد.

## آواشناسی
مهمترین ویژگی این زبان‌ها که آن‌ها در زمینه زبان‌شناسی ویژه آواشناسی منحصر بفرد آن است. در این زبان نوعی از واج‌ها وجود دارد که به همخوان کلیک است. همخوان‌های کلیک در این زبان‌ها حروف بی‌صدایی هستند که از الگوهای آواشناسی و خروج اصوات در سایر زبان‌ها پیروی نمی‌کنند. آواهایی مانند صدای بیرون راندن هوا از لای دندان‌ها یا سوت در آن‌ها وجود دارد. این خصیصه با میزان کمتر در برخی زبان‌های جوامع دیگر بویژه در آفریقا و میان زبان‌های بومی استرالیا نیز ثبت شده‌است.